# René Barrientos
René Barrientos Ortuño, född 30 maj 1919, död 27 april 1969, var president i Bolivia 1964-1966 och 1966-1969 samt vicepresident 1964.

## Unga år
Barrientos kom från Tarata i departementet Cochabamba och var officer efter att ha fått sitt flygcertifikat 1945. Senare under 1940-talet drogs han mot reformistiska nationaliströrelsepartiet MNR (Movimiento Nacionalista Revolucionario, MNR) som leddes av Víctor Paz Estenssoro. Barrientos hade del i den bolivianska revolutuonen 1952, när MNR störtade den sittande regeringen. Han fick då uppdraget att flyga utomlands och hämta hem revolutionsledaren Víctor Paz Estenssoro, som hade befunnit sig i exil. 1957 belönades Barrientos med att bli utsedd till kommendör över den bolivianska flygarmén.

## En ny sorts general
Barrientos var känd för sin inställsamhet mot MNR och han blev sakta berömd över hela landet för sina ovanliga och populära hjältedåd. Under en uppvisning av fallskärmshoppare 1960, så fungerade inte utrustningen för hopparna vilket ledde till att 15 fallskärmshoppare störtade mot döden framför ögonen på den samlade folkmassan. På grund av beskyllningarna om vem som skulle hållas ansvarig för katastrofen, så tog Barrientos en av de förolyckades fallskärmar och hoppade själv från ett plan. Han ville med det bevisa att det inte var något fel på utrustningen, utan att händelserna endast berodde på otur. Hans popularitet befästes då hos stora delar av befolkningen och MNR:s ledning berömde ständigt general Barrientos som förebild för den nya sortens militär som revoulutionen hade fostrat.
Omkring 1960 när det regerande MNR gick in i en period av personliga och politiska skiljaktigheter, var Barrientos popularitet på uppgång. Utöver detta lutade sig president Paz Estenssoro mot det militära stödet för att återupprätta ordningen i olika delar av landet där rivaliserande MNR-milis hade vänt sig mot varandra, ofta med hjälp av MNR-ledare. Paz prioriterade en avväpning av milisen, som hade haft sina vapen sedan revolutionen 1952. Detta förändrade den nya beväpnade styrkans roll. Den mest populäre av de militära ledarna var Barrientos.

## Mot makten
1964 ändrade Paz Estenssoro den bolivianska konstitutionen för att kunna bli återvald som president och för att han trodde att han var den ende som kunde hålla det allt mer splittrade MNR samman. Historiskt hade denna typ av försök, kallade "prorroguismo", starkt fördömts av den politiska eliten i Bolivia, som hade väntat i flera år på sin tur att få inta presidentpalatset. Detta var inget undantag och Paz ändring skulle visa sig bli hans misstag. Paz valde överraskande general Barrientos som sin vice president i det årets val och de båda svor presidenteden i augusti. Tre månader senare störtade Barrientos, tillsammans med armékommendören Alfredo Ovando, Paz i en statskupp och installerade sig själv och general Ovando i ett delat presidentskap.
Barrientos idé var att stärka sin poularitet och kandidera i val, med fullt stöd av den bolivianska militärledningen, som vid den tiden kontrollerade landet. Han lämnade det delade presidentskapet i början av 1966 och registrerade sig som kandidat inför det kommande valet. Med de viktigaste civila ledarna (Paz, Siles Zuazo, Lechín) i exil, vann Barrientos enkelt och svor presidenteden i augusti 1966.

## Barrientos som konstitutionell president
General Barrientos var en karismatisk ledare och till en början populär bland befolkningen. Han talade bland annat quechua, det viktigaste ursprungsspråket på den bolivianska landsbygden. Han var också duktig på att manipulera befolkningen med sina talaregenskaper vilket gjorde att han ofta presenterade sig själv som populist och konservativ. Han var kristen och besökte ofta kyrkan. Han valde även ledaren för det lilla Kristna demokratiska partiet, Luis Adolfo Siles Salinas som sin vicepresident i valet 1966. I praktiken var han antikommunist, proamerikan och inte en vän av gruvarbetare och organiserad arbetskraft såvida inte de lydde direkt under honom. Genom att acceptera militär hjälp och samtycka till träning av specialstyrkor för att bekämpa möjliga kommunistinfluerade upplopp (under beskydd av framstegsalliansen), blev Barrientos populär i Washington.

## 1967 års gerilla
Barrientos fick tillfälle att visa sina antikommunistiska egenskaper 1967, när en gerillastyrka upptäcktes på landsbygden i sydvästra Bolivia, under ledning av den argentinsk-kubanske revolutionären Ernesto "Che" Guevara. Presidenten har citerats med att säga att han ville se Guevaras huvud spetsat i La Paz centrum. Även om inte detta inträffade, så slogs upproret tillbaka av Barrientos trupper. Guevara tillfångatogs och avrättades på Barrientos order i oktober 1967.

## Politiska motgångar och Barrientos död
Genom att tillfälligt förändra presidentens betydelse så ökade problemen för Barrientos. Medan armén slogs mot gerillan, förklarade sig gruvarbetarna i den statligt ägda gruvan i staden Siglo XX, att de stödde upproret och krävde att presidenten skulle skicka trupper för att återupprätta ordningen. Detta ledde till Massakern i San Juan, då soldater 24 juni 1967 öppnade eld mot 30 män och kvinnor. Utöver detta uppdagades en stor skandal 1968 då Barrientos förtrogne vän och inrikesminister Antonio Arguedas, försvann med Che Guevaras beslagtagna dagbok som senare hittades i Havanna. Arguedas förklarade, då han befann sig utomlands, att han i hemlighet stödde marxismen och fördömde att Barrientos och hans anhängare fanns på CIA:s avlöningslista.
Barrientos sågs vid den tiden som en brutal diktator som gick utländska intressens tjänster, medan han maskerade sig som en demokrat. I sin iver att återupprätta förtroendet och reparera sina tidigare goda relationer med landsbygden, gjorde han en resa genom landet där han stannade till även i de minsta byar, för att förklara sin ställning. Det var en taktik som hade gett ett gott resultat tidigare. Under den resan flög han till Arque i Cochabamba, där han omkom i en helikopterolycka 27 april 1969.